# Liste der Monuments historiques in Le Coudray-Macouard
Die Liste der Monuments historiques in Le Coudray-Macouard führt die Monuments historiques in der französischen Gemeinde Le Coudray-Macouard auf.

## Liste der Bauwerke
| Bezeichnung        | Beschreibung                              | Standort                      | Kennzeichnung | Schutzstatus | Datum | Bild           |
| ------------------ | ----------------------------------------- | ----------------------------- | ------------- | ------------ | ----- | -------------- |
| Kirche Notre-Dame  | Erbaut ab dem 12. Jahrhundert             | 4B rue de l’Église (Lage)     | PA00109067    | Inscrit      | 1968  | weitere Bilder |
| Seigneurie du bois | Herrenhaus, erbaut im 15./16. Jahrhundert | 1 rue de la Seigneurie (Lage) | PA00109425    | Inscrit      | 1991  |                |

## Liste der Objekte
- Monuments historiques (Objekte) in Le Coudray-Macouard in der Base Palissy des französischen Kultusministeriums